# لورنا ماكغي
لورنا ماكغي (بالإنجليزية: Lorna McGhee)‏ هي موسيقية بريطانية، ولدت في 1972.

## وصلات خارجية
- لورنا ماكغي على موقع ميوزك برينز (الإنجليزية)
- لورنا ماكغي على موقع أول ميوزيك (الإنجليزية)
- لورنا ماكغي على موقع ديسكوغز (الإنجليزية)